# 220 a.C.
Il 220 a.C. (CCXX a.C. in numeri romani) è un anno  del III secolo a.C.

## Eventi
- Il faraone Tolomeo IV sposa la sorella e questa sale al trono come Arsinoe III.
- Eratostene misura l'estensione della Terra
- A Creta i gortiniani occupano Matala.
- I Romani iniziano la costruzione della Via Flaminia
- Qin Shi Huang inizia la costruzione di un sistema di strade alberate per il collegamento dell'intera Cina e inizia a unire le muraglie regionali per completare la Grande muraglia cinese
- Mitridate II del Ponto cerca invano di conquistare la città di Sinope.

## Nati
- 29 aprile - Marco Pacuvio, drammaturgo, poeta e pittore romano († 130 a.C.)
- Antioco, principe († 193 a.C.)
- Attalo II, sovrano († 138 a.C.)
- Tiberio Sempronio Gracco, militare e politico romano († 154 a.C.)
- Spurio Ligustino, militare romano

## Morti
- Alessandro, funzionario e militare
- Ariarate III di Cappadocia, re
- Gaio Lutazio Catulo, ammiraglio e politico romano
- Ermia, politico siro
- Molone, funzionario e militare
- Xunzi, filosofo cinese